# 나를 보내지 마
《나를 보내지 마》(영어: Never Let Me Go)는 가즈오 이시구로의 장편 소설이다.

## 무대
2014년에 무대화되었다. 연출은 니나가와 유키오, 각본은 쿠라모치 유타카.

### 캐스트
- 타베 미카코
- 미우라 료스케
- 키무라 후미노
- 야마모토 미치코
- 토코시마 요시코
- 긴푼초

## 텔레비전 드라마
2016년 1월 15일부터 3월 18일까지 TBS 계열 〈금요드라마〉 시간대에서 방송되었다. 주연은 아야세 하루카.

### 캐스트
- 호시나 쿄코 - 아야세 하루카 (어린 시절:스즈키 리오)
- 도이 토모히코 - 미우라 하루마 (어린 시절:나카가와 츠바사)
- 사카이 미와 - 미즈카와 아사미 (어린 시절:미즈키 사쿠라)
- 카나이 아구리 - 시라하네 유리
- 죠지 - 아베 신노스케
- 신 - 카와무라 요스케
- 모모 - 마츠오카 에미코
- 타치바나 코스케 - 이노우에 요시오
- 마나미 - 나카이 노에미 (어린 시절:에마 번즈)
- 타마요 - 바바조노 아즈사 (어린 시절:혼마 히나타)
- 하나 - 오오니시 아야카 (어린 시절:하마다 코코네)
- 카츠에 - 야마노 우미
- 마담 - 마토부 세이
- 호리에 타츠코 - 이토 아유미
- 야마자키 지로 - 코모토 마사히로
- 카미가와 에미코 - 아소 유미

### 스태프
- 원작 - 카즈오 이시구로 《나를 보내지 마》
- 각본 - 모리시타 요시코
- 음악 - 야마다 유타카
- 삽입곡 - Julia Shortreed 〈Never Let Me Go〉
- 연출 - 요시다 켄, 야마모토 타케요시, 히라카와 유이치로
- 프로듀서 - 와타세 아키히코, 이이다 카즈타카
- 제작 - TBS

### 방송 일자
| 각 화                                                      | 방송일          | 부제                                                                          | 연출              | 시청률 |
| ---------------------------------------------------------- | --------------- | ----------------------------------------------------------------------------- | ----------------- | ------ |
| 제1화                                                      | 2016년 1월 15일 | 드라마 사상 가장 슬픈 운명…충격의 결말에 사랑스럽고 덧없는 생명 끝의 희망이란 | 요시다 켄         | 6.2%   |
| 제2화                                                      | 1월 22일        | 인연의 재개…20년 전의 거짓말이 지금, 3인의 운명을 움직인다                    | 요시다 켄         | 6.2%   |
| 제3화                                                      | 1월 29일        | 첫사랑의 행방은…닫힌 미래에 본 덧없는 꿈과 희망                               | 야마모토 타케요시 | 7.7%   |
| 제4화                                                      | 2월 5일         | 열린 문…새로운 사랑은 희망인가 절망인가                                       | 요시다 켄         | 7.4%   |
| 제5화                                                      | 2월 12일        | 마침내 보인 희망!! 제공의 “유예”가 이끄는 파란의 사랑                         | 야마모토 타케요시 | 7.7%   |
| 제6화                                                      | 2월 19일        | 제2장 완결!! 바란 사랑과 희망의 행말은…영원의 이별                            | 히라카와 유이치로 | 6.8%   |
| 제7화                                                      | 2월 26일        | 최종장에…재회의 꿈 다가오는 종말에 바라는 것은 용서와 사랑                    | 히라카와 유이치로 | 6.7%   |
| 제8화                                                      | 3월 4일         | 친구와의 이별…풀리는 인연, 맡겨진 것은 최후의 희망                            | 요시다 켄         | 6.2%   |
| 제9화                                                      | 3월 11일        | 미래를 되찾다!! 마지막 희망의 행방…모든 진실이 밝혀지는 운명의 순간           | 야마모토 타케요시 | 6.5%   |
| 최종화                                                     | 3월 18일        | 사랑과 희망의 결말은…사는 것 사랑하는 것 그리고 태어난 의미란?                | 요시다 켄         | 6.7%   |
| 평균 시청률 6.8% (시청률은 칸토 지구·비디오 리서치사 조사) |                 |                                                                               |                   |        |

- 첫회 15분 확대.

| TBS 금요드라마                       | TBS 금요드라마                         | TBS 금요드라마                                                    |
| 이전 작품                            | 작품명                                 | 다음 작품                                                         |
| ------------------------------------ | -------------------------------------- | ----------------------------------------------------------------- |
| 코우노도리 (2015.10.16 ~ 2015.12.18) | 나를 보내지 마 (2016.1.15 ~ 2016.3.18) | 저 결혼 못 하는 게 아니라, 안 하는 겁니다 (2016.4.15 ~ 2016.6.17) |